# Oost Bijlmerpolder
De Oost Bijlmerpolder is een polder die nu deel uitmaakt van de  wijk Holendrecht en een deel van Reigersbos en Nellestein in de woonwijk Gaasperdam in Amsterdam-Zuidoost. In de middeleeuwen maakte het gebied deel uit van de Bijlmerbroek en bevond zich hier een bosrijk gebied, het Reyghersbosch, dat echter geleidelijk door de middeleeuwse veenontginningen verdween.
De polder wordt aan de noordzijde begrensd door de Bijlmermeer, aan de zuidzijde door de Polder Gein en Gaasp, aan de oostzijde door de Gaasp en aan de westzijde door de Holendrechter en Bullewijkerpolder. In de noordoosthoek van de polder lag aan het Weesperzandpad dat liep van Weesp naar Amsterdam de buurtschap Gaasperdam dat moest wijken voor de stadsuitbreiding van de Zuidoostlob van Amsterdam. In tegenstelling tot het Bijlmermeer is de polder net als de Polder Gein en Gaasp met 1,90 meter niet diep. Van 1967 tot 1979 werd de polder beheerd door het Waterschap Bijlmer.
Tot in de jaren zestig van de 20e eeuw was het een landelijk gebied. In 1966 werd het tot dan toe tot de gemeente Weesperkarspel behorende gebied onderdeel van de gemeente Amsterdam. De polder werd opgespoten met zand afkomstig uit de te graven Gaasperplas waarna tussen 1976 en 1980 de wijken Holendrecht en Nellestein ten zuiden van de Gaasperdammerweg werden opgeleverd en daarna in de jaren 1980-1985 de wijk Reigersbos.
De polder is net als de West Bijlmerpolder vernoemd naar het Bijlmermeer.